# Reedley Hallows
Reedley Hallows – wieś w Anglii, w hrabstwie Lancashire, w dystrykcie Pendle. Leży 39 km na północ od miasta Manchester i 294 km na północny zachód od Londynu. W 2001 miejscowość liczyła 1994 mieszkańców.